# 沃爾納特鎮區 (愛荷華州亞代爾縣)
沃爾納特鎮區（英語：Walnut Township）是位於美國愛荷華州亞代爾縣的一個行政鎮區。

## 地方資料
根據2010年美國人口普查的數據，沃爾納特鎮區的面積為92.34平方千米，當中陸地面積為92.07平方千米，而水域面積為0.27平方千米。當地共有人口176人，而人口密度為每平方千米1.91人。